# Litinové dekorace z Kasli

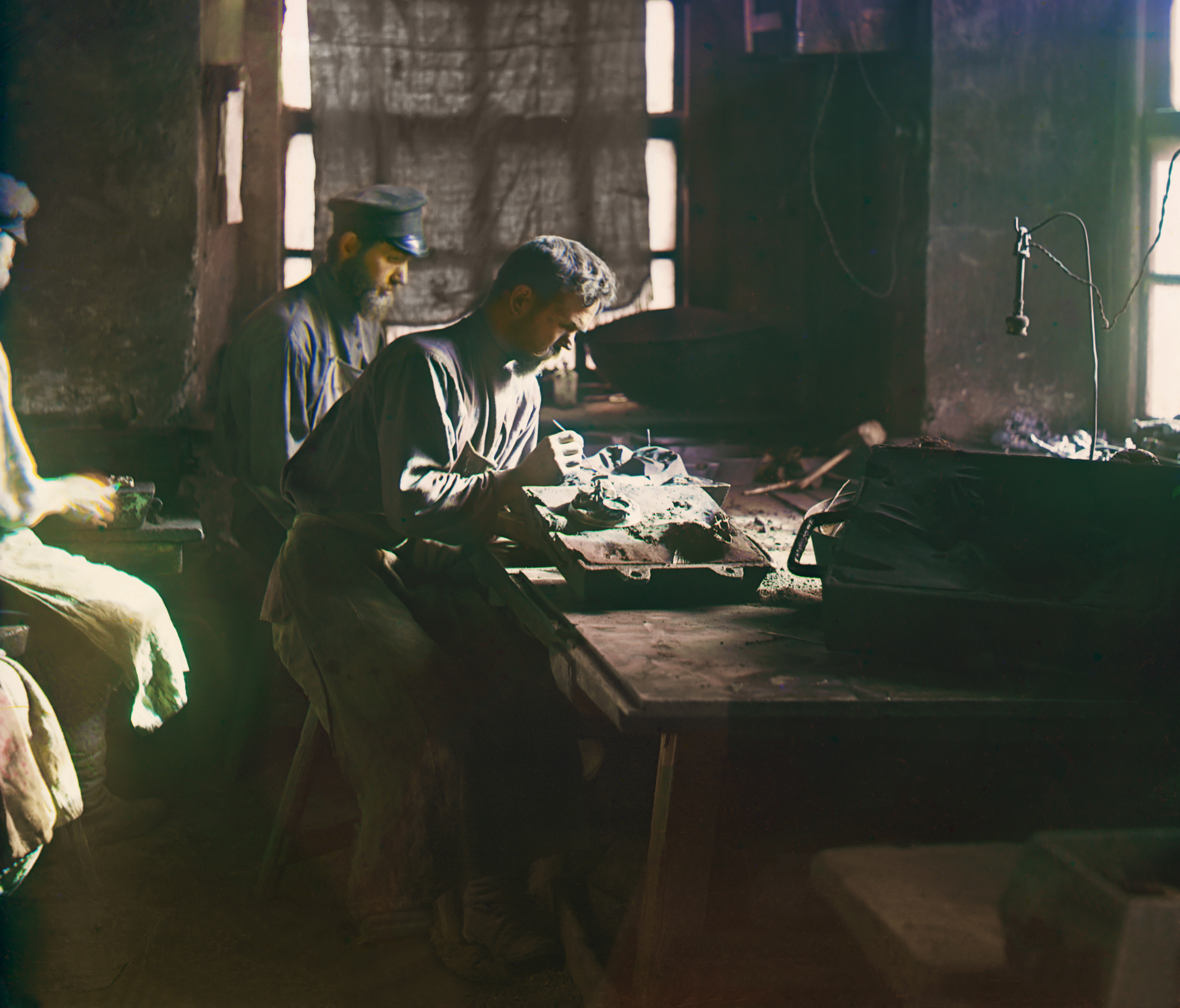
Práce na uměleckém odlitku ve slévárně v Kasli, asi 1912

Litinové dekorace z Kasli jsou světové proslulé sochy, sošky a dekorativní ornamenty a jiné umělecké odlitky, vyráběné od poloviny 19. století ve slévárně ve městě Kasli v Čeljabinské oblasti. Slévárna v Kasli není jedinou uměleckou slévárnou v Rusku, ale patří k nejstarším a nejproslulejším.

## Historie
V roce 1747 zakoupil ruský průmyslník a podnikatel Jakov Korobkov pozemek v tehdejší vesnici Kasli v Čeljabinské oblasti, kde postavil několik továren. Místo si vybral cíleně pro jeho nerostné bohatství (blízkost kvalitní železné rudy a unikátního modelářského písku) a dostatek dřeva z rozsáhlých okolních lesů, z něhož se pálilo pro slévárny dřevěné uhlí. Město Kasli se totiž nachází na východních svazích jižního Uralu, asi 100 km jižně od Jekatěrinburgu.  
Původně byla většina výroby orientována na armádní zakázky, ale zároveň tyto uralské továrny vyráběly kvalitní kuchyňské nádobí, hrnce, kotlíky, příbory apod. Když byla slévárna v roce 1751 zakoupena ruskou podnikatelskou a šlechtickou rodinou Děmidovových, byly již odlitky z Kasli známé v Evropě i v Asii. Proslavené umělecké odlitky však začali ve slévárně vyrábět později, až v devatenáctém století, nejdříve jako kopie a později i své vlastní návrhy. Zasloužil se o to další majitel továrny, obchodník Lev Rastorgujev, který ji koupil za 700 tisíc rublů. Byl talentovaným manažerem a za dobu, po kterou továrnu řídil, se mu podařilo věhlas odlitků z Kasli znásobit. Od roku 1809 on a jeho následníci přivedli do továrny mnoho talentovaných sochařů, umělců a řemeslníků, mistrovsky ovládajících formování a lití. Tak se do Kasli dostali například umělci z petrohradské Akademie umění M. D. Kanajev a N. R. Bax, kteří později v továrně otevřeli uměleckou školu. 

## Unikátní technologie
Odlitky z Kasli jsou charakterizovány zručností umělců, která se projevuje neobvyklou jasností a hladkostí kovového povrchu. Používaná litina vysoké kvality byla tavena na ohni z dřevěného uhlí a odlévána do nejjemnějšího písku.

## Ocenění
Slévárna v Kasli získala řadu ocenění. V roce 1860 byla oceněna zlatou medailí Svobodné ekonomické společnosti, rok poté získala stříbrnou medaili na textilní výstavě v Petrohradu. Další ceny a diplomy následovaly v rychlém sledu – zlaté a stříbrné medaile z mezinárodních výstav v Paříži (1867), Vídni (1873), Filadelfii (1876), Kodani (1888), Stockholmu (1897) a opět v Paříži (1900).

## Dílo

### Původní díla
V Kasli bylo vyrobeno mnoho význačných soch a dekorativních předmětů pro moskevské a petrohradské paláce, včetně železného nábytku pro Zimní palác či podlaha z uměleckých litinových desek v chrámu Vasila Blaženého na Rudém náměstí v Moskvě. Velká sbírka, zahrnující i sofistikovaný litinový pavilon z pařížské světové výstavy roku 1900, je umístěna v jekatěrinburském Muzeu umění, které schraňuje také sbírku původních soch Vasilije Fjodoroviče Torokina a dalších umělců. Majitelem jedné z nejkompletnějších soukromých sbírek uměleckých odlitků z Kasli je ruský miliardář, majitel novolipecké metalurgické továrny Vladimír Lisin.

### Reprodukce
Mezi nejlepší příklady patří kopie významných ruských a evropských sochařů, včetně Petera Clodt von Jürgensburga a Eugena Lanceraye. 

## Galerie

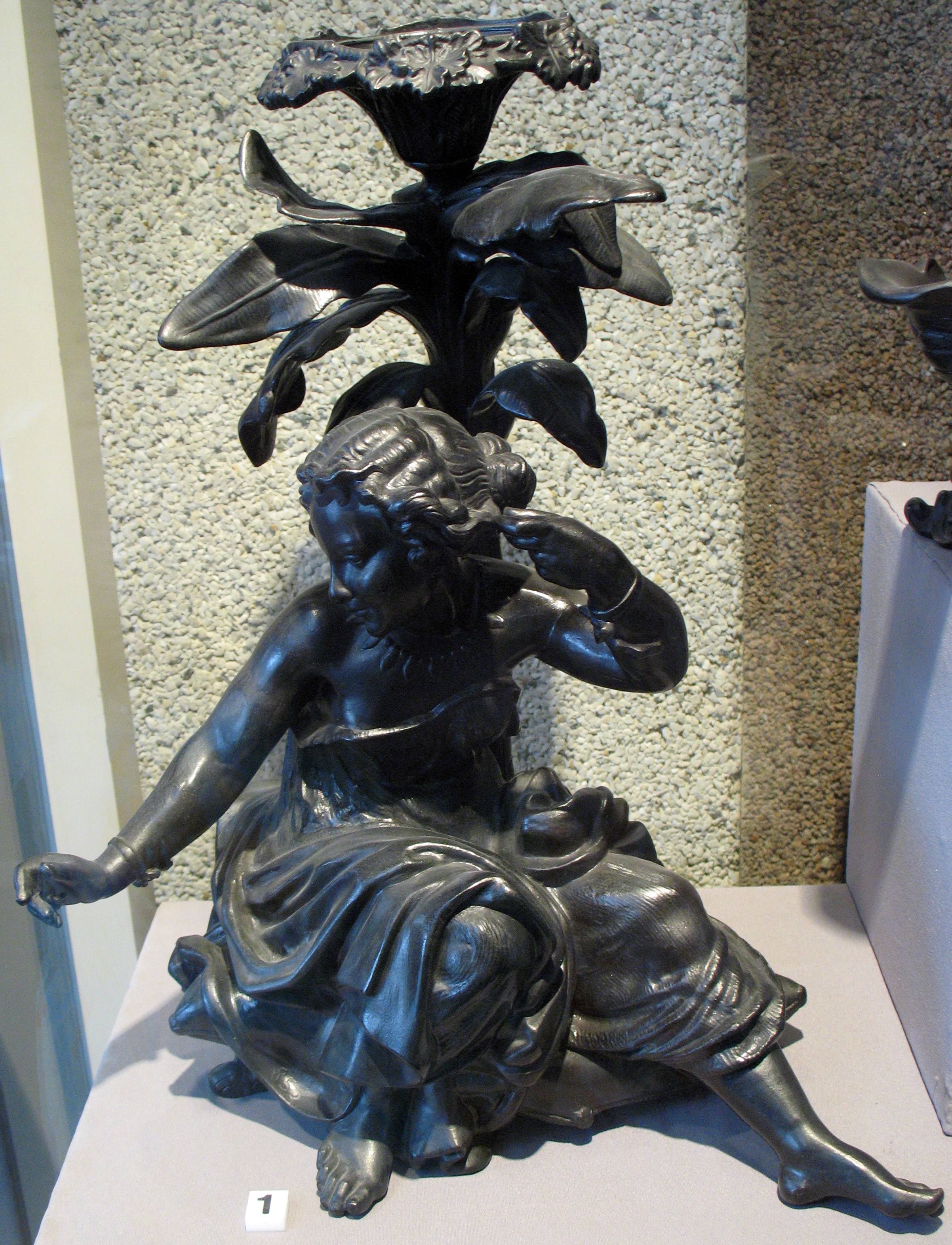
V. Ležněv: „Kavkazský zajatec“
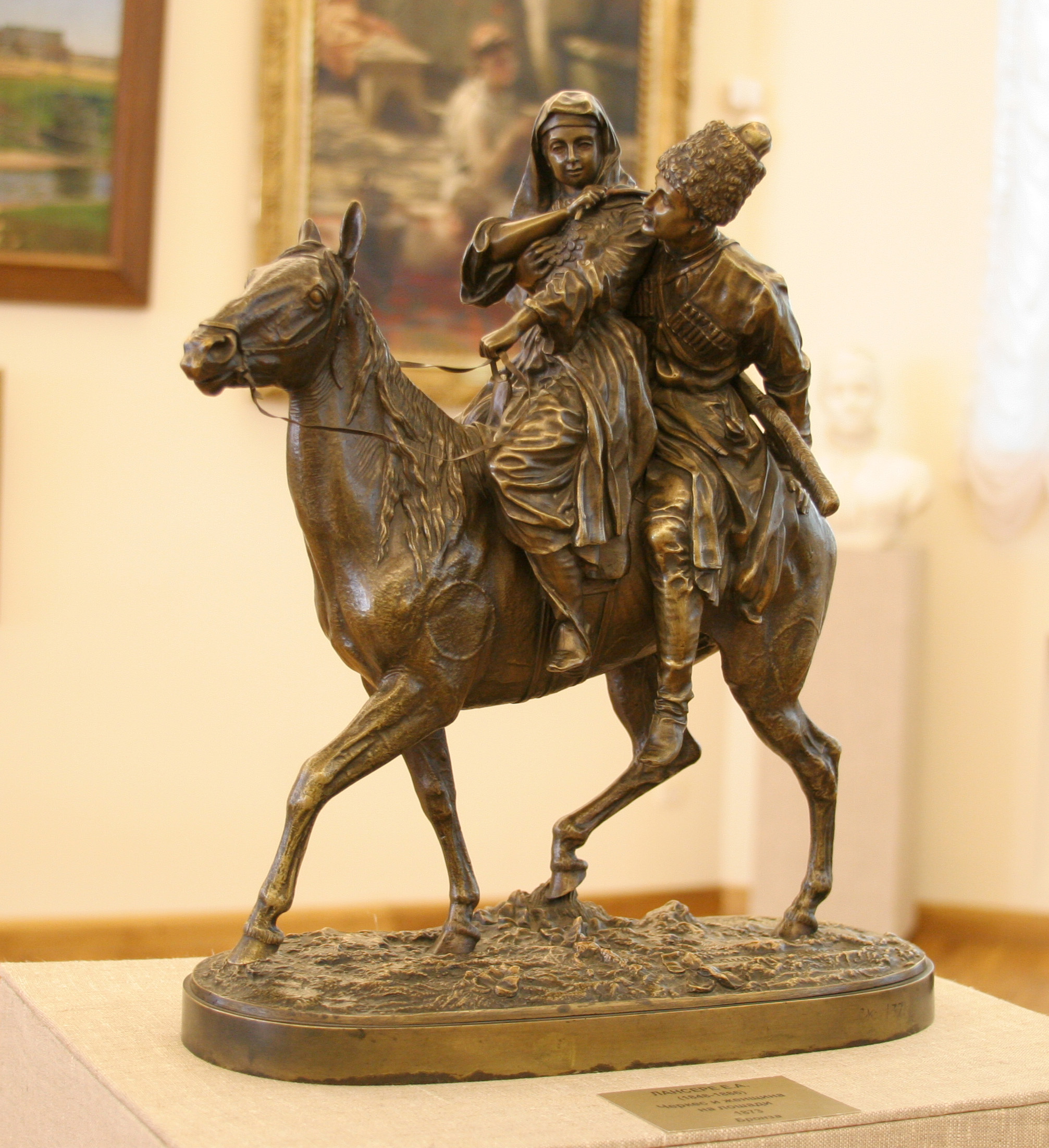
Eugene Lanceray: „Voják s dívkou“, Saratovské muzeum
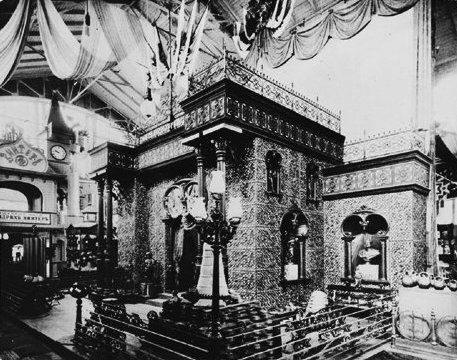
Pavilon z litiny na výstavě v Nižním Novgorodě 1896
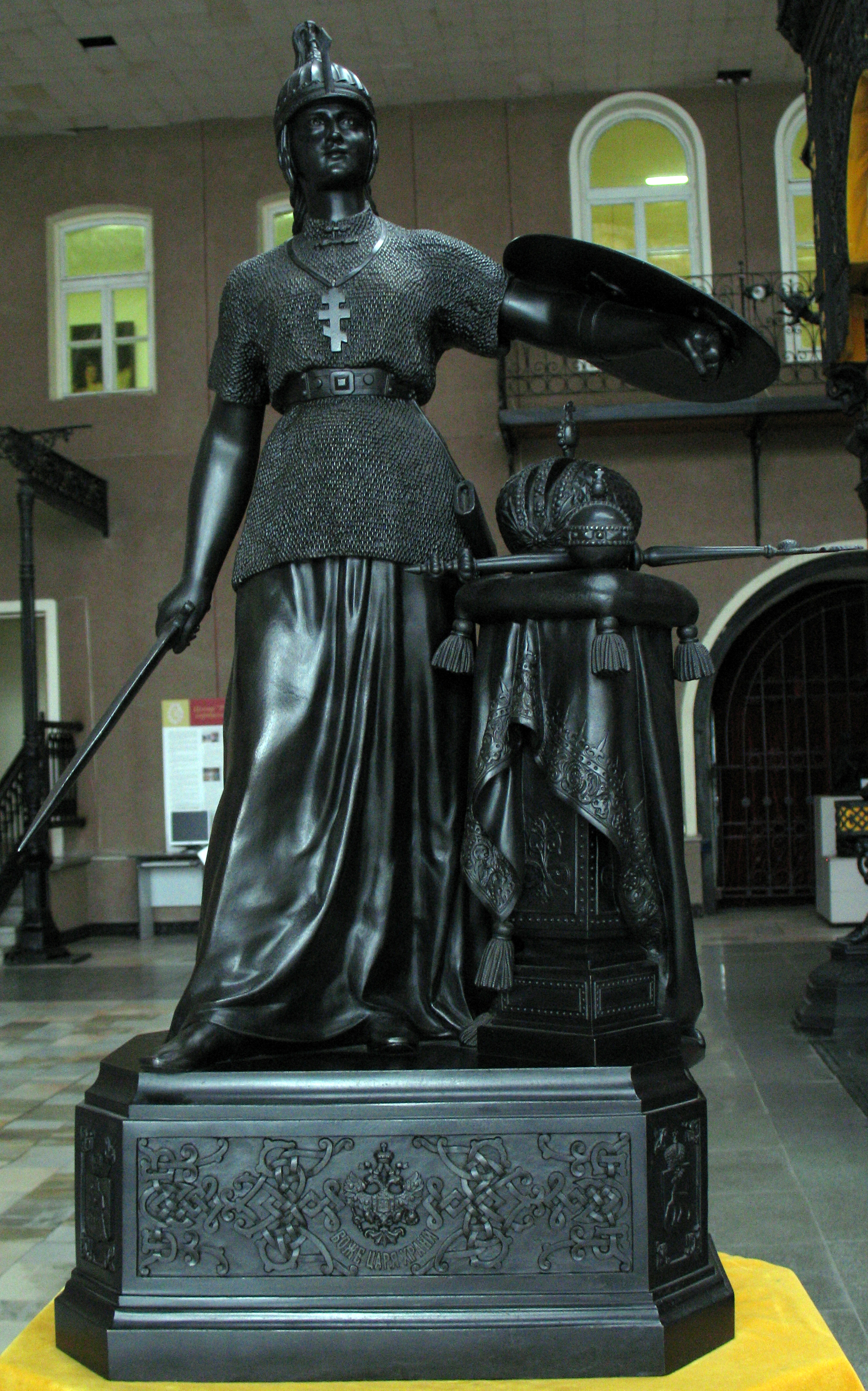
Nikolaj Lavereckij: „Rusko“ (1896)
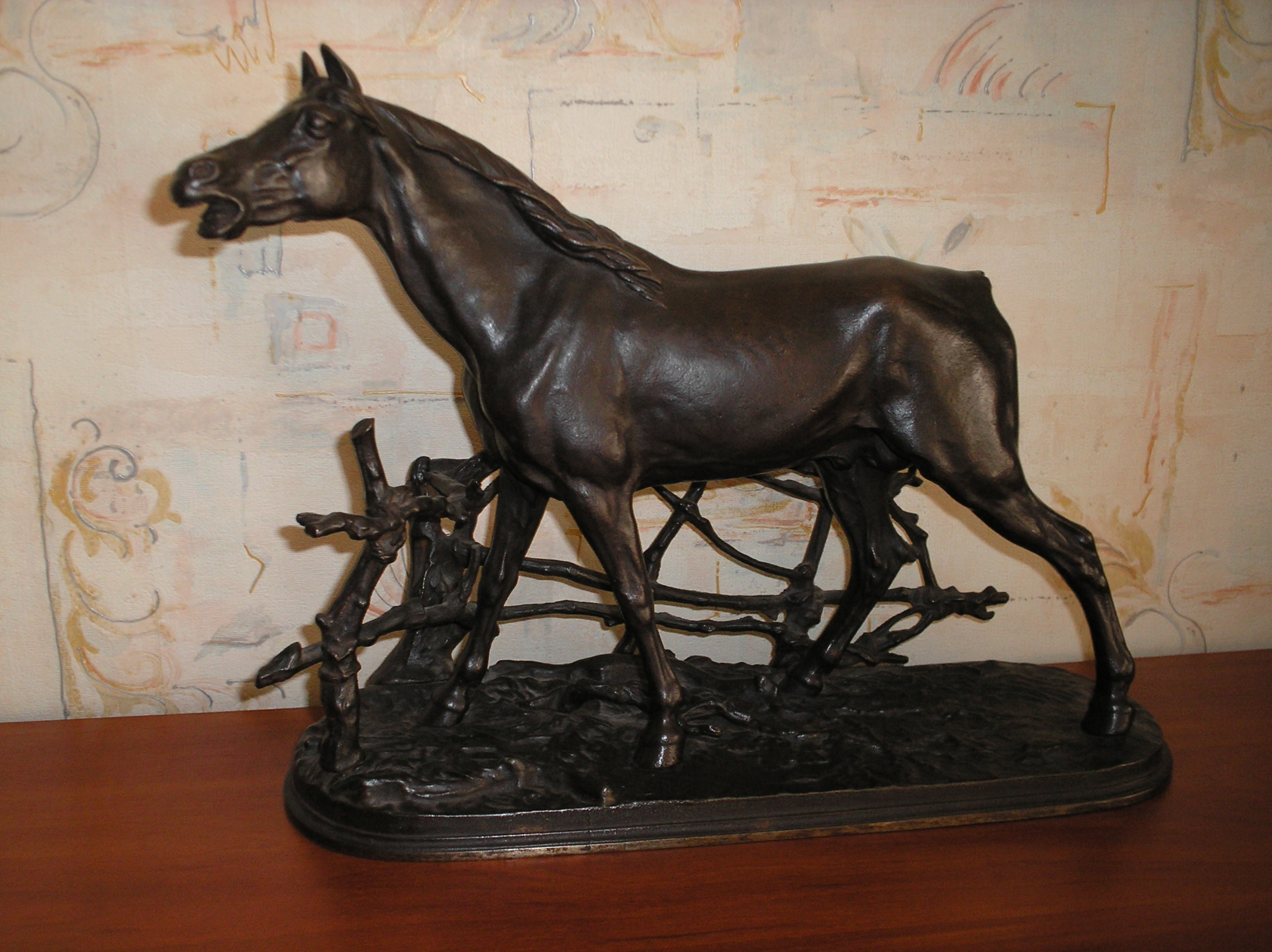
„Kůň na pastvě“ 1860 – reprodukce díla Pierra Julese Menea z r. 1846
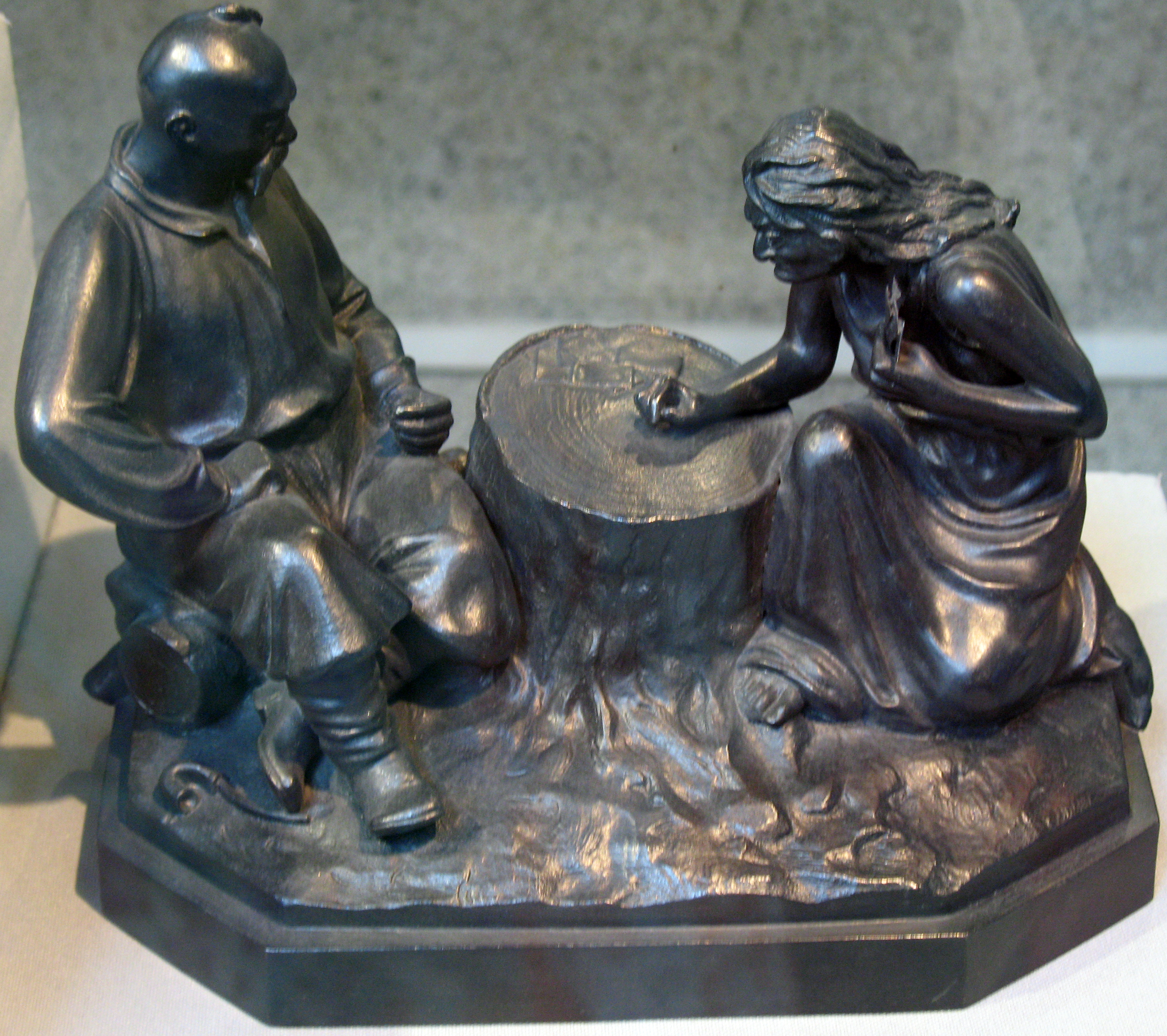
Socha „Záporožský kozák a věštkyně“
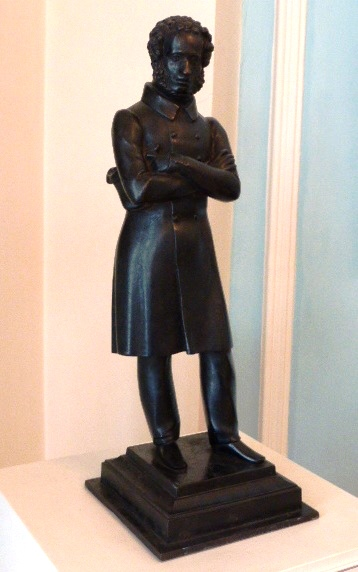
Socha A. S. Puškina